# Incidenza (epidemiologia)
L'incidenza è una misura della frequenza utilizzata in epidemiologia per indicare quanti nuovi casi di una data malattia compaiono in un determinato lasso di tempo (ad esempio in un mese o in un anno) all'interno di una popolazione. Il suo fine ultimo è quello di stimare la probabilità di una persona di ammalarsi della malattia in oggetto di esame. L'incidenza non va confusa con la prevalenza, che invece indica una stima puntuale (vale a dire in uno specifico momento) del numero di malati in rapporto alla popolazione.

## Calcolo dell'incidenza
L'incidenza viene calcolata mettendo al numeratore il numero di nuovi casi di malattia (o altro tipo di evento) registrati durante il periodo di osservazione e al denominatore il numero di persone sane all'inizio del periodo di osservazione:
{\displaystyle {\mbox{Incidenza}}={\frac {\mbox{nuovi casi di malattia (o eventi) durante un periodo di tempo}}{{\mbox{persone sane all}}'{\mbox{inizio del periodo}}}}}
Il risultato così ottenuto poi può essere modificato a seconda dell'unità di misura che si voglia tenere a riferimento, a confronto. Le più utilizzate sono quella su base di 1 000 persone (e quindi si moltiplica il risultato per 1 000) o su 100 000 persone (in tal caso si moltiplica il numero ottenuto per 100 000). L'incidenza, visto che il numeratore è sempre inferiore al denominatore (perché una parte di esso), corrisponde sempre ad un numero compreso fra 0 e 1.
Utilizziamo come esempio i dati SPES (rete italiana di sorveglianza dei pediatri di libera scelta) relativi all'incidenza del morbillo nel 2007 in Italia: in quell'anno vennero diagnosticati 13 casi di morbillo su 168736 bambini osservati (quest'ultimo propriamente è il numero medio di bambini tenuti sotto osservazione nel periodo, ma assumiamo che rimanga stabile dal 1º gennaio). L'incidenza di morbillo nella popolazione si calcola dividendo il numero di casi di morbillo osservati durante l'anno per il numero di bambini osservati a partire dal 1º gennaio 2007). Per migliorare la leggibilità si può moltiplicare il risultato per 100 000 ottenendo 7,7: per effetto della moltiplicazione, esso rappresenta il numero di casi di morbillo verificatisi nel 2007 per ogni 100 000 bambini. In altri termini, il rischio di contrarre il morbillo nel 2007 è valutabile in 7,7 casi per ogni 100 000 bambini.
{\displaystyle {\mbox{Incidenza del morbillo nel 2007}}={\frac {\mbox{numero di casi di morbillo nel 2007 (13)}}{\mbox{numero di bambini osservati il 1.1.2007 (168736)}}}{\mbox{= 0,000077 = 7,7 per 100000 persone}}}
L'incidenza così ottenuta viene anche detta incidenza cumulativa.

### Tasso di incidenza
Il tasso di incidenza (o densità di incidenza) rappresenta una stima più fine, in cui viene tenuto conto del tempo di comparsa dell'evento in questione e della sua durata (in quanto un soggetto potrebbe ad esempio guarire e rientrare nel gruppo di soggetti sani).
Esso viene calcolato ponendo ancora una volta al numeratore gli individui che sviluppano la malattia ma esprimendo il denominatore in termini di persone per unità di tempo. Ciascun soggetto che è seguito per un'unità di tempo (un giorno, un mese, un anno, ecc.) rappresenta 1 persona-giorno o 1 persona-mese o una 1 persona-anno. Con questo calcolo un certo numero di persone (ad esempio 10) per anno possono essere la risultante del follow-up di altrettante persone seguite esattamente per un anno o 5 persone per due anni o qualsiasi combinazione tale che la somma dei periodi per cui essi sono seguiti dia 10 (ad esempio 1 seguito per un anno, e 3 seguiti per tre anni). Il tasso di incidenza è un rapporto tra numeri non negativi e, pertanto, può assumere valori compresi tra 0 e infinito.

### Differenza fra incidenza cumulativa e tasso di incidenza
L'incidenza esprime, in percentuale, la probabilità che si manifesti una certa malattia in un campione di persone a rischio. Il tasso di incidenza invece non esprime una probabilità, ma la velocità con cui questa malattia si manifesta. Il tasso di incidenza tiene conto del fattore temporale e del passaggio tra la popolazione sana e quella malata (e viceversa, come in caso di guarigione).
Il rischio incidente converge con il tasso di incidenza quando si tratta di eventi rari (che colpiscono meno del 10% della popolazione) e il numero di soggetti persi durante il periodo di osservazione è trascurabile.